# Tomáš Randa
Tomáš Randa (* 23. prosince 1974) je český fotbalista, obránce.V minulosti nastupoval za SK Sigma Olomouc či 1.FC Slovácko.

## Fotbalová kariéra
Hrál za SK Prostějov, FC Drnovice, 1. FK Příbram, SK Sigma Olomouc, 1. FC Slovácko a Kyjov. V lize nastoupil v 203 utkáních a dal 9 gólů. V evropských pohárech nastoupil v 8 utkáních.

## Ligová bilance
| Ročník                    | Zápasy | Góly | Klub             |
| ------------------------- | ------ | ---- | ---------------- |
| 1. Gambrinus liga 2000/01 | 14     | 2    | 1. FK Drnovice   |
| 1. Gambrinus liga 2001/02 | 24     | 0    | 1. FK Drnovice   |
| 1. Gambrinus liga 2002/03 | 12     | 0    | 1. FK Příbram    |
| 1. Gambrinus liga 2002/03 | 11     | 0    | SK Sigma Olomouc |
| 1. Gambrinus liga 2004/05 | 28     | 3    | SK Sigma Olomouc |
| 1. Gambrinus liga 2005/06 | 26     | 1    | SK Sigma Olomouc |
| 1. Gambrinus liga 2006/07 | 28     | 3    | SK Sigma Olomouc |
| 1. Gambrinus liga 2009/10 | 14     | 0    | 1. FC Slovácko   |
| CELKEM                    | -      | -    |                  |